# Giro di Romandia 2003
Il Giro di Romandia 2003, cinquantasettesima edizione della corsa, si svolse dal 29 aprile al 4 maggio su un percorso di 702 km ripartiti in 5 tappe e un cronoprologo, con partenza a Ginevra e arrivo a Losanna. Fu vinto dallo statunitense Tyler Hamilton della Team CSC davanti allo svizzero Laurent Dufaux e allo spagnolo Francisco Pérez.

## Tappe
| Tappa  | Data      | Percorso                              | km    | Vincitore di tappa | Leader cl. generale |
| ------ | --------- | ------------------------------------- | ----- | ------------------ | ------------------- |
| Prol.  | 29 aprile | Ginevra > Ginevra (cron. individuale) | 3,4   | Fabian Cancellara  | Fabian Cancellara   |
| 1ª     | 30 aprile | Ginevra > Val-de-Travers              | 181,9 | Simone Bertoletti  | Simone Bertoletti   |
| 2ª     | 1º maggio | Val-de-Travers > Lucens               | 178,2 | Yuriy Krivtsov     | Simone Bertoletti   |
| 3ª     | 2 maggio  | Moudon > Loèche-les-Bains             | 171,3 | Laurent Dufaux     | Laurent Dufaux      |
| 4ª     | 3 maggio  | Monthey > Châtel-Saint-Denis          | 146,5 | Francisco Pérez    | Francisco Pérez     |
| 5ª     | 4 maggio  | Losanna > Losanna (cron. individuale) | 20,4  | Tyler Hamilton     | Tyler Hamilton      |
| Totale | Totale    | Totale                                | 702   |                    |                     |

## Dettagli delle tappe

### Prologo
- 29 aprile: Ginevra > Ginevra (cron. individuale) – 3,4 km

| Pos. | Corridore         | Squadra       | Tempo |
| ---- | ----------------- | ------------- | ----- |
| 1    | Fabian Cancellara | Fassa Bortolo | 4'23" |
| 2    | Alexandre Moos    | Phonak        | a 2"  |
| 3    | Laurent Dufaux    | Alessio       | a 3"  |

| Pos. | Corridore         | Squadra       | Tempo |
| ---- | ----------------- | ------------- | ----- |
| 1    | Fabian Cancellara | Fassa Bortolo | 4'23" |
| 2    | Alexandre Moos    | Phonak        | a 2"  |
| 3    | Laurent Dufaux    | Alessio       | a 3"  |

### 1ª tappa
- 30 aprile: Ginevra > Val-de-Travers – 181,9 km

| Pos. | Corridore         | Squadra        | Tempo    |
| ---- | ----------------- | -------------- | -------- |
| 1    | Simone Bertoletti | Lampre         | 4h47'41" |
| 2    | Gerrit Glomser    | Saeco          | a 1'09"  |
| 3    | Eddy Mazzoleni    | Vini Caldirola | s.t.     |

| Pos. | Corridore         | Squadra       | Tempo    |
| ---- | ----------------- | ------------- | -------- |
| 1    | Simone Bertoletti | Lampre        | 4h52'13" |
| 2    | Fabian Cancellara | Fassa Bortolo | a 1'01"  |
| 3    | Alexandre Moos    | Phonak        | a 1'03"  |

### 2ª tappa
- 1º maggio: Val-de-Travers > Lucens – 178,2 km

| Pos. | Corridore      | Squadra       | Tempo    |
| ---- | -------------- | ------------- | -------- |
| 1    | Yuriy Krivtsov | Jean Delatour | 4h19'36" |
| 2    | Martin Elmiger | Phonak        | s.t.     |
| 3    | Angelo Furlan  | Alessio       | a 1'23"  |

| Pos. | Corridore         | Squadra       | Tempo    |
| ---- | ----------------- | ------------- | -------- |
| 1    | Simone Bertoletti | Lampre        | 9h13'11" |
| 2    | Fabian Cancellara | Fassa Bortolo | a 1'01"  |
| 3    | Alexandre Moos    | Phonak        | a 1'03"  |

### 3ª tappa
- 2 maggio: Moudon > Loèche-les-Bains – 171,3 km

| Pos. | Corridore       | Squadra      | Tempo    |
| ---- | --------------- | ------------ | -------- |
| 1    | Laurent Dufaux  | Alessio      | 4h29'23" |
| 2    | Francisco Pérez | Milaneza-MSS | s.t.     |
| 3    | Fabian Jeker    | Milaneza-MSS | s.t.     |

| Pos. | Corridore       | Squadra      | Tempo     |
| ---- | --------------- | ------------ | --------- |
| 1    | Laurent Dufaux  | Alessio      | 13h43'27" |
| 2    | Alexandre Moos  | Phonak       | a 6"      |
| 3    | Francisco Pérez | Milaneza-MSS | a 14"     |

### 4ª tappa
- 3 maggio: Monthey > Châtel-Saint-Denis – 146,5 km

| Pos. | Corridore       | Squadra        | Tempo    |
| ---- | --------------- | -------------- | -------- |
| 1    | Francisco Pérez | Milaneza-MSS   | 3h56'07" |
| 2    | Eddy Mazzoleni  | Vini Caldirola | a 21"    |
| 3    | Fabian Jeker    | Milaneza-MSS   | a 31"    |

| Pos. | Corridore       | Squadra      | Tempo     |
| ---- | --------------- | ------------ | --------- |
| 1    | Francisco Pérez | Milaneza-MSS | 17h39'36" |
| 2    | Laurent Dufaux  | Alessio      | a 29"     |
| 3    | Alexandre Moos  | Phonak       | a 35"     |

### 5ª tappa
- 4 maggio: Losanna > Losanna (cron. individuale) – 20,4 km

| Pos. | Corridore      | Squadra | Tempo  |
| ---- | -------------- | ------- | ------ |
| 1    | Tyler Hamilton | CSC     | 26'18" |
| 2    | Alex Zülle     | Phonak  | a 41"  |
| 3    | Laurent Dufaux | Alessio | a 47"  |

| Pos. | Corridore       | Squadra      | Tempo     |
| ---- | --------------- | ------------ | --------- |
| 1    | Tyler Hamilton  | CSC          | 18h06'37" |
| 2    | Laurent Dufaux  | Alessio      | a 33"     |
| 3    | Francisco Pérez | Milaneza-MSS | a 38"     |

## Classifiche finali

### Classifica generale
| Pos. | Corridore                 | Squadra                 | Tempo     |
| ---- | ------------------------- | ----------------------- | --------- |
| 1    | Tyler Hamilton            | Team CSC                | 18h06'37" |
| 2    | Laurent Dufaux            | Alessio                 | a 33"     |
| 3    | Francisco Pérez           | Milaneza-MSS            | a 38"     |
| 4    | Fabian Jeker              | Milaneza-MSS            | a 54"     |
| 5    | Alexandre Moos            | Phonak Hearing Systems  | a 59"     |
| 6    | Carlos Sastre             | Team CSC                | a 1'45"   |
| 7    | Yaroslav Popovych         | Landbouwkrediet-Colnago | a 1'48"   |
| 8    | David Moncoutié           | Cofidis                 | a 2'12"   |
| 9    | Roberto Laiseka           | Euskaltel-Euskadi       | a 2'23"   |
| 10   | Iñigo Chaurreau Bernardez | Ag2r Prévoyance         | s.t.      |